# Rue de la Vistule
La rue de la Vistule est une voie du 13e arrondissement de Paris située dans le quartier de la Maison-Blanche.

## Situation et accès

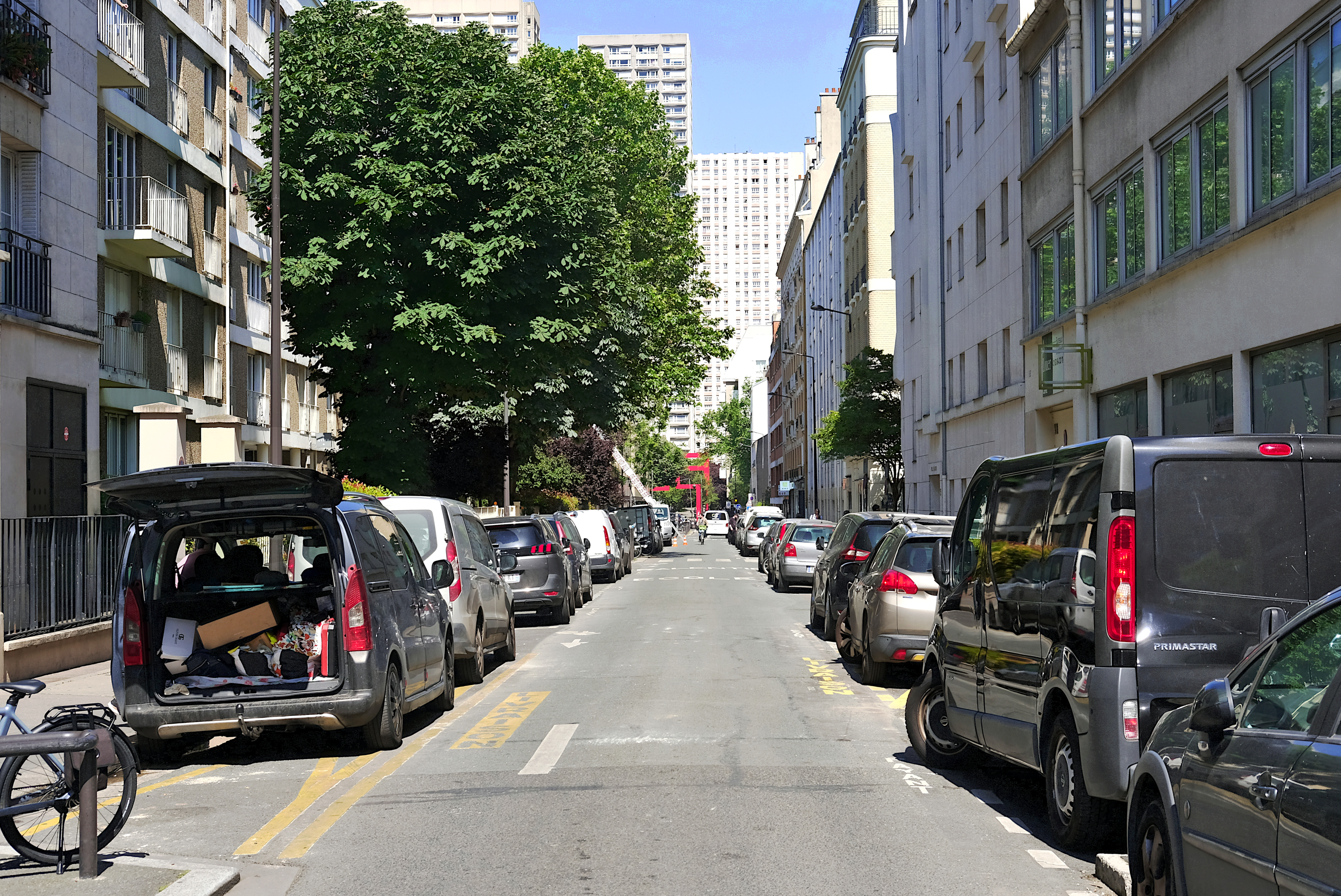
La rue de la Vistule en juin 2024.

La rue de la Vistule est desservie par la ligne 7 et la ligne 14 à la station Maison Blanche. On y accède également par le bus 47.

## Origine du nom
Elle porte le nom du fleuve polonais, la Vistule.

## Historique
La voie est ouverte sous le nom de « rue du Marché-aux-Porcs » et prend sa dénomination actuelle le 1er février 1877. Le roman Michel Strogoff parait l'année précédente, en 1876, on lit par exemple chapitre IV : « Voyageurs extrêmement inquiets. Il n’est question que de la guerre, et ils en parlent avec une liberté qui doit étonner entre le Volga et la Vistule ! ». La Rue du Volga, pourtant distante de 6km de la rue de la Vistule, est dénommée dans le même arrêté du 1er février 1877.

## Bâtiments remarquables et lieux de mémoire
- La Cité scolaire Gabriel-Fauré.